# Мандрагора, Роландо
Роландо Мандрагора (итал. Rolando Mandragora; 29 июня 1997, Неаполь, Италия) — итальянский футболист, полузащитник клуба «Фиорентина».

## Клубная карьера
Мандрагора — воспитанник клуба «Дженоа». В 2014 году он был включён в заявку команды на сезон. 29 октября в матче против «Ювентуса» Роландо дебютировал в Серии А. Летом 2015 года для получения игровой практики он на правах аренды перешёл в «Пескару». 11 сентября в поединке против «Перуджи» он дебютировал в Серии B. В начале 2016 года Мандрагора подписал пятилетний контракт с «Ювентусом». Сумма трансфера составила 6 млн евро. Для получения игровой практики Роландо до лета остался в «Пескаре».
В августе 2016 года Мандрагора перенёс операцию на стопе, после которой вынужден был пропустить четыре месяца. Он вернулся в строй в феврале 2017 года и стал попадать в заявку «Ювентуса» в качестве запасного игрока. 23 апреля 2017 года в матче против «Дженоа» он дебютировал за основной состав. В том же году Роландо стал чемпионом Италии.
Летом 2017 года Мандрагора на правах аренды перешёл в «Кротоне». 20 августа в матче против «Милана» он дебютировал за новый клуб. 24 сентября в поединке против «Беневенто» Роландо забил свой первый гол за «Кротоне». Летом 2018 года Мандрагора перешёл в «Удинезе», подписав контракт на 5 лет. Сумма трансфера составила 20 млн евро. В матче против «Пармы» он дебютировал за новую команду.

## Международная карьера
В 2017 году Мандрагора в составе молодежной сборной Италии стал бронзовым призёром молодёжного чемпионата мира в Южной Корее. На турнире он сыграл в матчах против команд ЮАР, Японии, Франции, Англии и дважды Уругвая.

## Достижения
«Ювентус»
- Чемпион Италии: 2016/17

Италия (до 20)
- Бронзовый призёр чемпионата мира среди молодёжных команд: 2017